# Galanthus lagodechianus
Galanthus lagodechianus är en amaryllisväxtart som beskrevs av Kem.-nath. Galanthus lagodechianus ingår i släktet snödroppar, och familjen amaryllisväxter. Inga underarter finns listade i Catalogue of Life.